# Eutropis macrophthalma
Eutropis macrophthalma là một loài thằn lằn trong họ Scincidae. Loài này được Mausfeld & Böhme mô tả khoa học đầu tiên năm 2002.